# Barbella rufifolia
Barbella rufifolia är en bladmossart som beskrevs av Brotherus 1906. Barbella rufifolia ingår i släktet Barbella och familjen Meteoriaceae. Inga underarter finns listade i Catalogue of Life.